# Célestin de Wergifosse
 (février 2025).
L'article doit être relu — et modifié si nécessaire — par des contributeurs indépendants pour apporter un regard critique aux contributions effectuées en violation des conditions d'utilisation de Wikipédia, tant sur la forme (notamment concernant le style encyclopédique, la proportionnalité) que sur le fond (la neutralité de point de vue, la qualité et l'indépendance des sources).
 (février 2025).
 (février 2025).
Célestin de Wergifosse, né le 25 avril 1996 à Feluy, est un inventeur et entrepreneur belge. Il est l'inventeur d'un groupe électrogène écologique et mobile à l'âge de 13 ans. Cette invention sera primée au concours Lépine de Paris. À 15 ans il fonde sa première Sarl grâce à une dérogation royale car l'âge minimum était de 18 ans.

## Enfance et études
Il obtient un bachelier en bio-ingénieurie de l'Universtité catholique de Louvain et un master de l'Imperial College à Londres.

## Invention

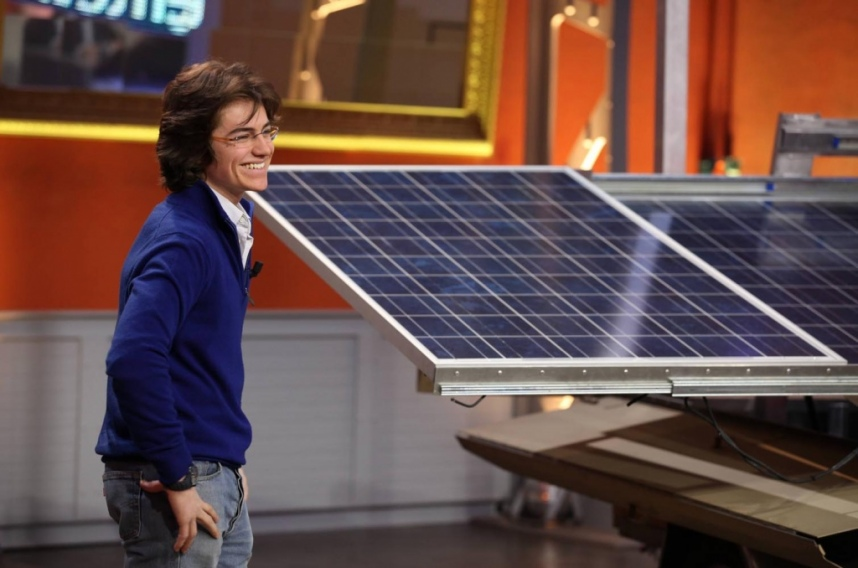
Célestin de Wergifosse et son invention à la droite de la photo en 2012.

A l'âge de 9 ans il invente un vélo ski. 4 ans plus tard lors d'un voyage en Afrique, il est touché par le fait que la population de certain villages n'avaient pas accès à l'électricité par faute de budget et de logistique. De retour à Feluy, il conçoit dans son jardin un groupe électrogène écologique et mobile. L'invention sera primé au Concours Lépine de Paris le plus important salon des inventeurs. Il sera salué par le roi Albert II pour son invention.[source secondaire nécessaire]

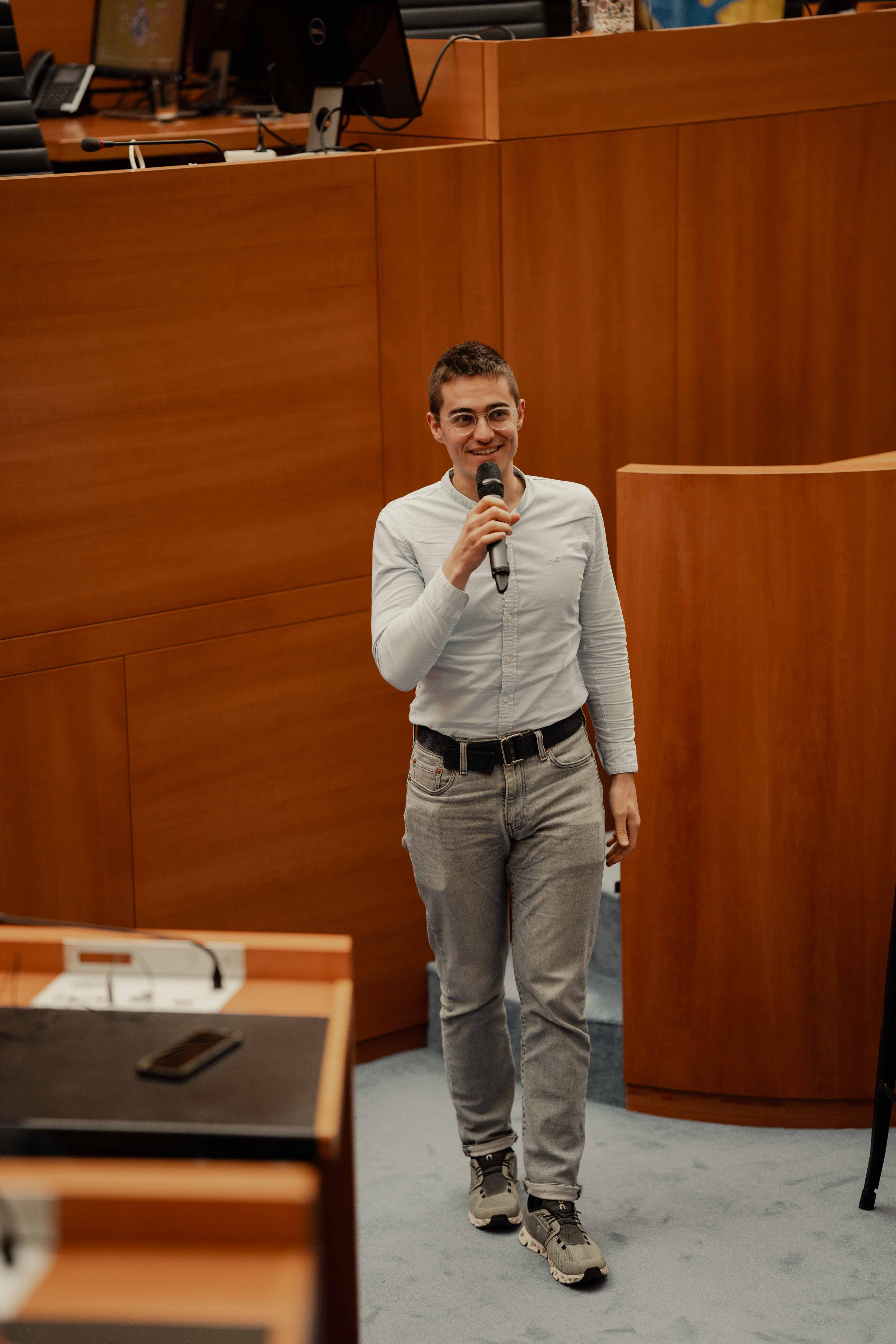
Célestin de Wergifosse lors de la conférence Young Change Maker au Parlement bruxellois en 2022.

## Prix et distinctions
Concours Lépine de Paris 2011 : Prix du meilleur jeune inventeur.